# Penaincisalia downeyi
Penaincisalia downeyi är en fjärilsart som beskrevs av Johnson 1990. Penaincisalia downeyi ingår i släktet Penaincisalia och familjen juvelvingar. Inga underarter finns listade i Catalogue of Life.